# Ingo Piepers
Ingo Piepers (Eindhoven, 1961) is een Nederlands oud-marinier die de afgelopen 20 jaar onderzoek heeft gedaan naar de dynamiek en ontwikkeling van het internationale systeem en de rol van oorlog daarin.

## Beroepservaring
Van 1980 tot 1985 studeerde Piepers Internationale Betrekkingen en Veiligheid aan het Koninklijk Instituut voor de Marine en van 1985 tot 1998 diende hij als officier bij het Korps Mariniers. In 1995 kreeg hij de leiding over de Nederlandse bijdrage aan de Rapid Reaction Force, die in Bosnië samen met de Britten en de Fransen de vrede moest herstellen. Als commandant van deze gevechtseenheid werd hij ingezet bij Sarajevo.

## Onderzoek en studie
Na zijn terugkeer uit Bosnië wilde Piepers onderzoeken waarom oorlogen uitbreken en wat de systematiek is die ons zover drijft dat men ten strijde trekt. Hij was ervan overtuigd dat alles in het werk gesteld moest worden om het fenomeen oorlog beter te doorgronden. Piepers ging op zoek naar het systeem achter de oorlog en kwam uit bij de fysica. In 2006 promoveerde hij aan de Universiteit van Amsterdam op een proefschrift over oorlogsdynamiek en de ontwikkeling van het internationale systeem. In zijn 800 pagina's tellende proefschrift legde hij uit hoe er herkenbare patronen terug te vinden zijn in hoe oorlogen zich ontwikkelen en in hoe ze ontstaan; hij legde uit hoe de internationale systemen waarin oorlogen zich afspelen wetmatigheden volgen die ook elders in de natuur gelden, bijvoorbeeld dat oorlogen de wetten van de thermodynamica volgen.

## Boeken
Piepers heeft verschillende boeken geschreven over zijn onderzoek. In 2016 schreef hij het boek 2020: WARning, waarin hij een nieuwe wereldoorlog voorspelde, in 2019 kwam hij met het boek On the Thermodynamics of War and Social Evolution, in 2020 verscheen De onvermijdelijkheid van een nieuwe wereldoorlog en in 2023 Van verval naar vernieuwing.

### Oorlog in 2020
In zijn boek 2020: WARning noemt Piepers vier cycli die respectievelijk hebben geleid tot vier grote conflicten: de Dertigjarige Oorlog (1618–1648), de Franse revolutionaire en napoleontische oorlogen (1792–1815), de Eerste Wereldoorlog (1914–1918) en de Tweede Wereldoorlog (1939–1945). Volgens de door Piepers ontdekte cyclus had rond 2020 de vijfde grote oorlog moeten beginnen. Deze oorlog zou volgens het model van Piepers zestien jaar duren en dus eindigen in 2036. Hij gaf aan dat in deze oorlog bevolkingsgroei, armoede en klimaatverandering centraal zouden staan. De systeemcrisis zou leiden tot een volledig nieuw Europees en mondiaal staatsbestel. Die overgang zou ongeveer zeventien jaar duren.
- International Standard Name Identifier: 0000 0003 9506 0147
- Library of Congress Control Number: n2021069143
- Nederlandse Thesaurus van Auteursnamen: 240762789
- Virtual International Authority File: 289736714